# Kamov Ka-10
Le Kamov Ka-10 (code OTAN : Hat) était un petit hélicoptère expérimental d'observation soviétique réalisé par le bureau d'études Kamov. Il s'agit d'une version plus puissante et agrandie du premier hélicoptère de Nikolaï Kamov, le Ka-8 (en). 
Le Ka-10, tout comme le Ka-8, disposait de rotors coaxiaux, de deux flotteurs et d'un poste de pilotage monoplace non caréné. Seul le modèle Ka-10 équipé d'un moteur à piston Ivtchenko AI-4V possédait suffisamment de puissance pour effectuer les vols d'essai et de démonstration.
Le premier vol du Ka-10 avait eu lieu en 1949. Douze exemplaires seulement furent construits pour effectuer des essais, dont 8 en version Ka-10M (avec empennage double et dérive de direction). Une fabrication en série pour la  Marine soviétique n'a pas vu le jour du fait de ses performances réduites. À sa place fut développé une version biplace appelée Ka-15.

## Liens
- Photo en couleur du Kamov Ka-10M
- Liste des hélicoptères